# Ben Mühlethaler

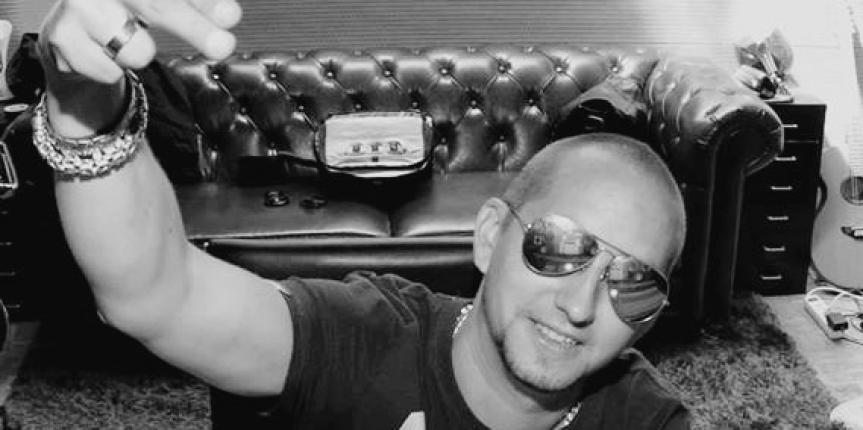
Ben Mühlethaler (2015)

Ben Mühlethaler ist ein Schweizer Komponist, Audio Engineer, Remixer und Musikproduzent.

## Werdegang
Im Alter von acht Jahren begann Mühlethaler mit klassischem Klavierunterricht. Mit 14 Jahren begann er sich für das Recording zu interessieren und zu komponieren. 1999 eröffnete er sein erstes professionelles Tonstudio in Bern. Mühlethaler verwendet Stilelemente verschiedener Genres und Subkulturen.
Er ist Eigentümer der B-Note Entertainment GmbH (gegründet im Jahr 2000) und hat 600 Veröffentlichungen realisiert. Seine Werke werden von SonyATV/EMI verlegt. Er arbeitet mit und für die Künstler Avesta, Aura Dione, Baze, Craig David, Jennifer Paige, Jamie Lewis, Müslüm, Manu-L, Prince, Remady, Seven, Steff La Cheffe, Tarja Turunen und Todd Terry.

## Veröffentlichungen
Ab 2001 brachte Mühlethaler erste Club Hits (u. a. Remady ft. Tylene „Groovething“) und auch einige Werke im Pop-/Rock-Genre (u. a. Tarja Turunen) sowie Filmmusik („World on fire“ und den Oscar nominierten Kurzfilm „On the line“)
Im Jahr 2009 gelang ihm mit No Superstar zusammen mit Remady der internationale Durchbruch mit Top-Chartplatzierungen in Frankreich, Gold in Dänemark, als auch Gold und Platinum in der Schweiz. Mit Remady feat. Manu-L Give me a sign folgte die nächste Gold Single (Schweiz), welche auch in Frankreich wiederum in die Top 10 kam. Mit Remady feat. Craig David Do it on my own und Remady The way we are trafen die nächsten Songs mit heavy Rotation in Europa ein. Seit 2010 ist Ben Mühlethaler im Publishing von EMI Music Publishing Germany.
Im Jahre 2011 folgte eine Zusammenarbeit mit Aura Dione. Der Track Where The Wild Roses Grow, wurde auf dem Album Dinosaurs (Gold in Österreich) veröffentlicht. Gemeinsam mit Laidback Luke, veröffentlichten Mühlethaler und Avesta (2011) den Song Dutchano. Der zweite Track wurde von Tiësto veröffentlicht. Gefördert und gespielt wird der Track von den DJs David Guetta, Benny Benassi, Tiësto.
2012 gelangen Mühlethaler mehrere Erfolge. Mit Remady & Manu-L feat. J-Son Single Ladies, brachte er eine 1. Single für das Hit-Album The Original heraus. Innert weniger Wochen wurde die Single in der Schweiz mit Gold, Platin ausgezeichnet und war einen Monat lang die Nummer 1 der Charts. Beim Eska Music Award in Polen wurde die Single für den „größten internationalen Hit“ nominiert. Das Album „the Original“ platzierte sich auf Anhieb auf Platz 3 der Schweizer Charts.
Auch mit Musikkomiker Müslüm gelang ihm der Charteinstieg. Die Single Süpervitamin kam in die Top Ten und wurde mit Gold ausgezeichnet und das gleichnamige Album Süpervitamin platzierte sich auf Platz 3 der Schweizer Charts.
2012 folgten Remixe zusammen mit Remady von internationalen Hits wie Girls Just Wanna Have Fun von Shaggy Feat. Eve, Example Kick Start oder Endless Summer von Oceana (Official EURO UEFA Song 2012) gehören zu den Highlights 2012.
2013 mischte Mühlethaler u. a. Produktionen von Prince und 3rdEyeGirl (Plectrumelectrum) in den Paisley Park Studios. Mit Remady & Manu-L „Hollidays“ hatte er den nächsten Sommerhit, die Single erreichte Doppel Platin in der Schweiz. Danach war er an „In my Dreams“, einem weiteren Hit von Remady & Manu-L, beteiligt. 2014–2015 arbeitete Mühlethaler an dem Nummer 1 Album von Seven „Back Funk Love Soul“, Müslüm "Apochalypt" was auch Nummer 1 wurde und an dem Debütalbum von David Charles. Mit Avesta wurden 2014 einige Banger released. Zusammen mit Newcomerin Juli-Lee erarbeiteten die beiden einen eigenen Stil, der wohl am ehesten im Genre House zu platzieren ist und waren als Remixteam für Todd Terry tätig.
2016 entstanden Titel wie "Chapeau" von Seven / Lo & Leduc oder Remady-Manu-L "L.I.F.E"
Im Jahr 2017 wurde Ben Mühlethaler für die Grammy Awards 2017 in der Kategorie „Best Engineered Album, Non-Classical“ („Beste Abmischung eines Albums, abgesehen von Klassik“) für das Prince-Album HItnRUN Phase Two nominiert, gewann aber nicht. Den Preis bekam postum David Bowie für sein Album Blackstar. Außerdem entstanden unter anderem Songs wie Pronto "Don't Be Shy".
2018 wurden diverse Alben von Ben Mühlethaler produziert und mitkomponiert, unter anderem mit Baze erschien das Album "Gott", Mit Steff la cheffe das Nr. 1 Album "Herz Schritt Macherin".
2019 entstand das Album mit Steff la cheffe "PS.", das in den Charts auf Platz 2 einstieg und mit einem SMA "Best Female Solo Act" gekrönt wurde.
Mit Tom Leeb produziert Ben das Album "Recollection", welches 2019 in Frankreich veröffentlicht wurde.
Ab 2020 startete zusammen mit Baze eine mehrteilige EP-Serie: Aus i üs, Aus wo fägt, Aus blibt angers, Aus lüter bitte! Mit Tom Leeb produziert er den Song "Best in me", mit dem Frankreich an den Eurovision vertreten worden wäre. A lot to new come out soon!

### Chartplatzierungen (Singles) als Komponist und/oder Produzent
| Jahr | Titel Album                                               | Höchstplatzierung, Gesamtwochen, AuszeichnungChartplatzierungen (Jahr, Titel, Album, Platzierungen, Wochen, Auszeichnungen, Anmerkungen, Interpret) | Höchstplatzierung, Gesamtwochen, AuszeichnungChartplatzierungen (Jahr, Titel, Album, Platzierungen, Wochen, Auszeichnungen, Anmerkungen, Interpret) | Höchstplatzierung, Gesamtwochen, AuszeichnungChartplatzierungen (Jahr, Titel, Album, Platzierungen, Wochen, Auszeichnungen, Anmerkungen, Interpret) | Höchstplatzierung, Gesamtwochen, AuszeichnungChartplatzierungen (Jahr, Titel, Album, Platzierungen, Wochen, Auszeichnungen, Anmerkungen, Interpret) | Höchstplatzierung, Gesamtwochen, AuszeichnungChartplatzierungen (Jahr, Titel, Album, Platzierungen, Wochen, Auszeichnungen, Anmerkungen, Interpret) | Anmerkungen                                                                                | Interpret                           |
| Jahr | Titel Album                                               | DE | AT | CH | UK | FR | Anmerkungen                                                                                | Interpret                           |
| ---- | --------------------------------------------------------- | --- | --- | --- | --- | --- | ------------------------------------------------------------------------------------------ | ----------------------------------- |
| 2001 | Groovething                                               | — | — | CH67 (5 Wo.)CH | — | — | Erstveröffentlichung: 9. September 2001 Komponist/Ko-Produzent                             | Remady feat. Tylene                 |
| 2004 | Läb di Troum                                              | — | — | CH99 (1 Wo.)CH | — | — | Erstveröffentlichung: 16. Februar 2004 Komponist/Ko-Produzent                              | MC Semih feat Raquel                |
| 2005 | We Are On Fire!                                           | — | — | CH29 (12 Wo.)CH | — | — | Erstveröffentlichung: 19. Dezember 2005 Ko-Produzent                                       |                                     |
| 2006 | Wenn ig nume wüsst                                        | — | — | CH49 (5 Wo.)CH | — | — | Erstveröffentlichung: 27. Januar 2006 Komponist/Ko-Produzent                               | Vanessaedita                        |
| 2009 | No Superstar No Superstar – The Album                     | — | — | CH5 Gold · (48 Wo.)CH | UK75 (2 Wo.)UK | FR8 (29 Wo.)FR | Erstveröffentlichung: 24. Mai 2009 Komponist/Ko-Produzent                                  | Remady                              |
| 2010 | Give Me A Sign No Superstar – The Album                   | DE58 (1 Wo.)DE | AT55 (3 Wo.)AT | CH11 Gold · (34 Wo.)CH | — | FR11 (24 Wo.)FR | Erstveröffentlichung: 3. Mai 2010 Komponist/Ko-Produzent                                   | Remady & Manu-L                     |
| 2010 | I’m No Superstar No Superstar – The Album                 | DE74 (3 Wo.)DE | AT61 (3 Wo.)AT | — | — | — | Erstveröffentlichung: 19. November 2010 feat. Lumidee & Chase Manhattan                    |                                     |
| 2010 | Do It on My Own No Superstar – The Album                  | — | — | CH28 (14 Wo.)CH | — | FR12 (8 Wo.)FR | Erstveröffentlichung: 12. Dezember 2010 feat. Manu-L & Craig David; Komponist/Ko-Produzent | Remady                              |
| 2011 | The Way We Are The Original                               | — | — | CH30 Gold · (14 Wo.)CH | — | — | Erstveröffentlichung: 19. Juni 2011 feat. Manu-L; Komponist                                | Remady & Manu-L                     |
| 2012 | Single Ladies The Original                                | DE41 (15 Wo.)DE | AT45 (6 Wo.)AT | CH1 ×2Doppelplatin · (33 Wo.)CH | — | — | Erstveröffentlichung: 6. März 2012 feat. Manu-L & J-Son; Komponist/Ko-Produzent            | Remady & Manu-L                     |
| 2012 | Doing It Right The Original                               | — | — | CH15 (5 Wo.)CH | — | — | Erstveröffentlichung: 17. August 2012 feat. Manu-L & Amanda Wilson; Komponist              | Remady & Manu-L feat. Amanda Wilson |
| 2012 | Higher Ground The Original                                | — | — | CH28 (11 Wo.)CH | — | — | Erstveröffentlichung: 16. November 2012 feat. Manu-L; Komponist                            | Remady & Manu-L                     |
| 2012 | Süpervitamin                                              | DE61 (4 Wo.)DE | — | CH10 Platin · (19 Wo.)CH | — | — | Erstveröffentlichung: 25. Mai 2012 Komponist/Produzent                                     | Müslüm                              |
| 2013 | Hollywood Ending (2k13 Remix) The Original (2k13 Edition) | — | — | CH21 (6 Wo.)CH | — | — | Erstveröffentlichung: 8. Februar 2013 feat. Manu-L & J-Son; Komponist                      | Remady & Manu-L & J-Son             |
| 2013 | It’s So Easy The Original (2k13 Edition)                  | — | — | CH18 (1 Wo.)CH | — | — | nicht als Single veröffentlicht mit Manu-L                                                 | Remady & Manu-L                     |
| 2013 | Holidays The Original (2k13 Holiday Edition)              | — | — | CH3 Platin · (19 Wo.)CH | — | — | Erstveröffentlichung: Juni 2013 mit Manu-L; Komponist                                      | Remady & Manu-L                     |
| 2014 | In My Dreams 1+1=3                                        | — | — | CH5 (16 Wo.)CH | — | — | Erstveröffentlichung: 21. März 2014 mit Manu-L; Komponist                                  | Remady & Manu-L                     |
| 2014 | Waiting For 1+1=3                                         | — | — | CH10 (2 Wo.)CH | — | — | Erstveröffentlichung: 31. Oktober 2014 mit Manu-L; Komponist                               | Remady & Manu-L                     |
| 2014 | Blaui Peperoni                                            | — | — | CH41 (1 Wo.)CH | — | — | Erstveröffentlichung:18. April 2014 Komponist                                              | Lo & Leduc                          |
| 2015 | Livin’ La Vida 1+1=3                                      | — | — | CH46 (1 Wo.)CH | — | — | Erstveröffentlichung: 1. Mai 2015 mit Manu-L feat. J-Son; Komponist                        | Remady & Manu-L feat. J-Son         |
| 2015 | Together We Are One (Bring Back the Energy)               | — | — | CH11 (6 Wo.)CH | — | — | Erstveröffentlichung: 14. August 2015 mit Manu-L feat. Culcha Candela; Komponist           | Remady & Manu-L                     |
| 2015 | la Bambele                                                | — | — | CH10 Gold · (15 Wo.)CH | — | — | Erstveröffentlichung: 6. Februar 2015 Komponist/Produzent                                  | Müslüm                              |
| 2016 | Chapeau                                                   | — | — | CH43 (1 Wo.)CH | — | — | Erstveröffentlichung: 17. Juli 2016 Komponist/Produzent/Mixer                              | Lo & Leduc / Seven                  |
| 2016 | L.I.F.E                                                   | — | — | CH14 Gold · (13 Wo.)CH | — | — | Erstveröffentlichung: 4. November 2016 Komponist                                           | Remady & Manu-L                     |
| 2018 | Habibi                                                    | — | — | CH30 (3 Wo.)CH | — | — | Erstveröffentlichung: 26. April 2018 Komponist/Produzent/Mixer                             | Steff La Cheffe                     |
| 2020 | The Best in me                                            | — | — | — | — | FR37 (3 Wo.)FR | Erstveröffentlichung: 10. Februar 2020 Produzent/Mixer                                     | Tom Leeb                            |

### Chartplatzierungen (Alben) als Komponist und/oder Produzent
| Jahr | Titel                    | Höchstplatzierung, Gesamtwochen, AuszeichnungChartplatzierungen (Jahr, Titel, Platzierungen, Wochen, Auszeichnungen, Anmerkungen, Interpret) | Höchstplatzierung, Gesamtwochen, AuszeichnungChartplatzierungen (Jahr, Titel, Platzierungen, Wochen, Auszeichnungen, Anmerkungen, Interpret) | Höchstplatzierung, Gesamtwochen, AuszeichnungChartplatzierungen (Jahr, Titel, Platzierungen, Wochen, Auszeichnungen, Anmerkungen, Interpret) | Höchstplatzierung, Gesamtwochen, AuszeichnungChartplatzierungen (Jahr, Titel, Platzierungen, Wochen, Auszeichnungen, Anmerkungen, Interpret) | Höchstplatzierung, Gesamtwochen, AuszeichnungChartplatzierungen (Jahr, Titel, Platzierungen, Wochen, Auszeichnungen, Anmerkungen, Interpret) | Anmerkungen                                                                  | Interpret       |
| Jahr | Titel                    | DE | AT | CH | UK | FR | Anmerkungen                                                                  | Interpret       |
| ---- | ------------------------ | --- | --- | --- | --- | --- | ---------------------------------------------------------------------------- | --------------- |
| 2010 | No Superstar - the Album | — | — | CH06 Gold · (15 Wo.)CH | — | FR60 (04 Wo.)FR | Erstveröffentlichung: 2. September 2010 Komponist/Ko-Produzent               | Remady          |
| 2012 | The Original             | — | — | CH03 Gold · (31 Wo.)CH | — | — | Erstveröffentlichung: 28. März 2012 Komponist/Ko-Produzent                   | Remady & Manu-L |
| 2015 | 1+1=3                    | — | — | CH07 (05 Wo.)CH | — | — | Erstveröffentlichung: 1. Mai 2015 Ko-Produzent                               | Remady & Manu-L |
| 2012 | Süpervitamin             | — | — | CH03 Platin · (29 Wo.)CH | — | — | Erstveröffentlichung: 31. Mai 2012 Komponist/Produzent                       | Müslüm          |
| 2015 | Apochalüpt               | — | — | CH1 Platin · (22 Wo.)CH | — | — | Erstveröffentlichung: 05. Februar 2015 Komponist/Produzent                   | Müslüm          |
| 2004 | Sevensoul                | — | — | CH35 (06 Wo.)CH | — | — | Erstveröffentlichung: 03. Mai 2004 Ko-Komponist "Make U happy"               | Seven           |
| 2015 | Back Funk Love Soul      | — | — | CH1 Gold · (12 Wo.)CH | — | — | Erstveröffentlichung: 17. April 2015 Komponist/Produzent                     | Seven           |
| 2016 | Best of (2002 - 2016)    | DE14 (9 Wo.)DE | AT23 (3 Wo.)AT | CH06 (14 Wo.)CH | — | — | Erstveröffentlichung: 01. April 2016 Ko-Komponist                            | Seven           |
| 2017 | 4Colours                 | DE70 (1 Wo.)DE | — | CH02 (14 Wo.)CH | — | — | Erstveröffentlichung: 07. Juli 2017 Ko-Komponist "Trick!"; "Brave"           | Seven           |
| 2018 | Härz Schritt Macherin    | — | — | CH1 (17 Wo.)CH | — | — | Erstveröffentlichung: 04. Mai 2018 Komponist/Produzent/Mixer                 | Steff La Cheffe |
| 2018 | Gott                     | — | — | CH06 (09 Wo.)CH | — | — | Erstveröffentlichung: 15. Mai 2020 Komponist/Produzent/Mixer                 | Baze            |
| 2020 | PS.                      | — | — | CH02 (10 Wo.)CH | — | — | Erstveröffentlichung: 15. Mai 2020 Komponist/Produzent/Mixer                 | Steff La Cheffe |
| 2020 | Brandneu                 | — | — | CH06 (09 Wo.)CH | — | — | Erstveröffentlichung: 28. Februar 2020 Ko-Komponist "Dafür musst du was tun" | Seven           |